# سیارک ۲۳۶۹۸۸
سیارک ۲۳۶۹۸۸ (به انگلیسی: 236988 Robberto، نامگذاری:2008QE12)۲۳۶۹۸۸مین سیارک کشف شده‌است که در ۲۵ اوت ۲۰۰۸ کشف شد.